# Adolf Damaschke

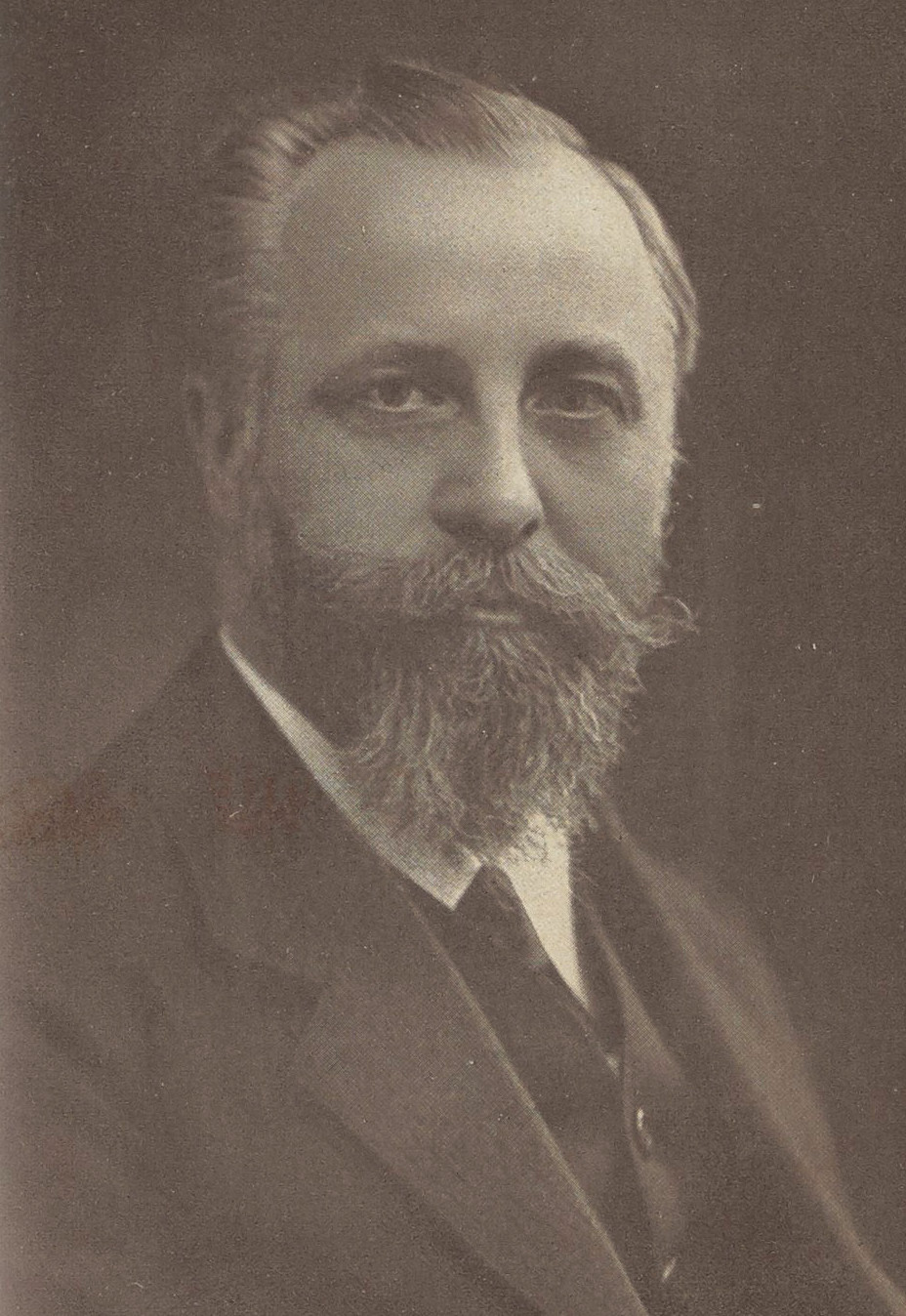
Adolf Damaschke, um 1915

Adolf Wilhelm Ferdinand Damaschke (* 24. November 1865 in Berlin; † 30. Juli 1935 ebenda) war ein Lehrer und eine führende Persönlichkeit der Bodenreform in Deutschland. 

## Leben und Wirken
Adolf Damaschke entstammte einer Berliner Tischlerfamilie und wuchs in der räumlichen Enge einer Mietskaserne auf. Bis zum Alter von 10 Jahren verfügte er nicht einmal über ein eigenes Bett. Als er 1871 eingeschult wurde, gab es aufgrund des rapiden Bevölkerungswachstums für ihn keinen regulären Platz an der öffentlichen Volksschule. So besuchte er zunächst auf Staatskosten eine Privatschule. Als er später eine Gymnasialempfehlung erhielt, mussten seine Eltern aufgrund der zu erwartenden Kosten ablehnen.
Als 15-Jähriger lernte Damaschke die freikirchliche Christuskirche und deren Pastor Paulus Cassel kennen. Das gottesdienstliche Leben dieser Gemeinde beeindruckte den Jugendlichen, weil – so Damaschke in seinen Lebenserinnerungen – „hier alles selbst erkämpfte Überzeugung war und kein gewohnheitsmäßiges Christentum“. Damaschke engagierte sich in der Kirchengemeinde und wurde dort Leiter der Sonntagsschule.

### Volksschullehrer
1883 eröffnete sich für den 18-Jährigen die Möglichkeit, sich auf einer Freistelle des Berliner Pädagogischen Seminars zum Volksschullehrer ausbilden zu lassen. Zehn Jahre später trat er seine erste Stelle an und erlebte dann die soziale Not der eigenen Kindheit ein weiteres Mal – diesmal aus der Perspektive des Pädagogen. Sein erster öffentlicher Kampf galt der Lehrmittelfreiheit. In Vorträgen und Zeitungsartikeln setzte er sich dafür ein und geriet darüber in Konflikt mit seinem Arbeitgeber, dem Berliner Magistrat. Er wurde strafversetzt. 1896 ersuchte er selbst um Entlassung aus dem Schuldienst und wurde freier Schriftsteller: „Mich von der unmittelbaren Schularbeit zu trennen, ist das schwerste Opfer, das ich bringe. Aber ich muß meinen sozialen Idealen dienen, und das kann ich doch auf die Dauer nur, wenn ich gänzlich unabhängig bin.“ 1896 berief ihn Johannes Lehmann-Hohenberg zum Chefredakteur der 1894 gegründeten Kieler Neuesten Nachrichten.

### Lebensreformer
Bereits 1893 wurde Damaschke zum Schriftführer der lebensreformerischen Zeitschrift Der Naturarzt berufen. Sie war das offizielle Organ des „Bundes der Vereine für volksverständliche Gesundheitspflege“. Hier setzte er sich insbesondere für eine gesunde und vor allem abstinente Lebensweise ein. In der Naturmedizin – speziell in den heilenden Kräften von Licht, Luft, Wasser und einer einfachen Ernährungsweise – sah er einen schnell wirkenden und gleichsam auch kostengünstigen Beitrag zur Volksgesundheit des Industrieproletariats.

### Bodenreformer

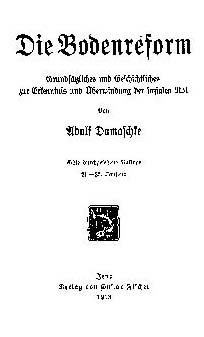
Adolf Damaschke: Die Bodenreform (1913)

Einen wichtigen Impuls zu seinem eigentlichen Lebensthema, der Bodenreform, bekam er durch einen Vortrag des Nationalökonomen Adolph Wagner, in dem es um die Gewinne der Bodenspekulanten nach dem Krieg 1870/1871 ging. Die bis um 30 Prozent gestiegenen Bodenpreise ließen über Nacht Tausende von Berliner Arbeiterfamilien, die ihre Mieten nicht mehr bezahlen konnten, obdachlos werden.
Einen weiteren Impuls empfing Damaschke durch den „Deutschen Bund für Bodenbesitzreform“ (Michael Flürscheim 1888), besonders durch dessen Zeitschrift Freiland. In ihm wuchs die Erkenntnis, dass „das Anhäufen von Grundeigentum in den Händen Weniger unmittelbar oder in Form von Bodenverschuldung bei allen Völkern verhängnisvolle Folgen hat“. 1898 initiierte er die Gründung des „Bundes deutscher Bodenreformer“ (erst: „Deutscher Bund für Bodenreform“), dessen Vorsitzender er von 1898 bis 1935 war.
In der Bibel entdeckte er ein „großartiges Beispiel bodenreformerischer Gesetzgebung“. Grund- und Boden – so Damaschke unter Hinweis auf das 3. Buch Mose, Kapitel 25 – ständen unter göttlichem Eigentumsvorbehalt. Zwar durften Menschen das Land, das Gott ihnen als Leihgabe gibt, nutzen. Anspruch jedoch hatten sie aber nur auf den Ertrag ihrer Arbeit, nicht auf den Geldwert des Bodens, den so genannten „Bodenertragszuwachs“. Diesen Ertragszuwachs gilt es nach Damaschke steuerlich abzuschöpfen und der Allgemeinheit zukommenzulassen. Diese wiederum hat die Aufgabe, diese Steuergelder für den Wohnungsbau und die Linderung sozialer Not einzusetzen.
Ein weiterer Impulsgeber war für Damaschke neben den bodenreformerischen Texten der Sozialreformer Henry George. Zum Freiland-Konzept des Wirtschaftstheoretikers Silvio Gesell bestehen gewisse Parallelen, obwohl beide sich stark voneinander distanzierten.
Damaschke versuchte seine Einsichten in die Praxis umzusetzen und gründete daraufhin unter anderem Siedlungsgesellschaften und Mietergenossenschaften – so zum Beispiel in Frankfurt (Oder). Er entwickelte eine umfangreiche Vortragstätigkeit und brachte in zahlreichen Schriften und Büchern seine Gedanken zu Papier. In christlichen Kreisen wurde sein Gedankengut vor allem auch durch den Hamburger Baptistenpastor Carl August Flügge verbreitet. Auch mit dem expansionistischen, national-liberalen Sozialreformer Friedrich Naumann verband ihn eine enge Freundschaft.
Auch wenn Damaschkes Ideen sich „großräumig“ nicht durchsetzen konnten, so haben sie dennoch das politische Denken und Handeln seiner Zeitgenossen stark beeinflusst. 76 Abgeordnete verschiedener politischer Parteien der Weimarer Nationalversammlung von 1919 waren so genannte „Damaschkianer“. Mit ihrer Hilfe gelang es, folgenden Artikel in die Reichsverfassung einzubringen:
- Artikel 155. [Bodenverteilung und Nutzung] Die Verteilung und Nutzung des Bodens wird von Staats wegen in einer Weise überwacht, die Mißbrauch verhütet und dem Ziele zustrebt, jedem Deutschen eine gesunde Wohnung und allen deutschen Familien, besonders den kinderreichen, eine ihren Bedürfnissen entsprechende Wohn- und Wirtschaftsheimstätte zu sichern…Grundbesitz, dessen Erwerb zur Befriedigung der Wohnbedürfnisse, zur Förderung der Siedlung und Urbarmachung oder zur Hebung der Landwirtschaft nötig ist, kann enteignet werden. Die Fideikommisse sind aufzulösen. Die Bearbeitung und Ausnutzung des Bodens ist eine Pflicht des Grundbesitzers gegenüber der Gemeinschaft. Die Wertsteigerung des Bodens, die ohne eine Arbeits- oder Kapitalaufwendung auf das Grundstück entsteht, ist für die Gesamtheit nutzbar zu machen. Alle Bodenschätze und alle wirtschaftlich nutzbaren Naturkräfte stehen unter der Aufsicht des Staates. Private Regale sind im Wege der Gesetzgebung auf den Staat zu überführen.

Ein weiterer politischer Erfolg der Bodenreformbewegung Damaschkes war das Reichsheimstättengesetz von 1920.
Die Anhängerschaft Damaschkes war zu Beginn der Weimarer Republik so stark, dass man ihn für den Fall einer Volkswahl zum Kandidaten für das Amt des Reichspräsidenten kürte. Da sich aber der Reichstag am 24. Oktober 1922 mit der erforderlichen Zwei-Drittel-Mehrheit auf Friedrich Ebert verständigte, unterblieb die Volkswahl verfassungsgemäß und damit auch Damaschkes Kandidatur.
In der folgenden Zeit entwickelten sich starke Widerstände gegen seine Reformideen. Die politischen Parteien wandten sich von Damaschke ab, weil er parteilos blieb. Die großen Tageszeitungen versagten ihm ihre Unterstützung aus Angst, ihre kapitalkräftigen Anzeigenkunden zu verlieren. Man verdächtigte ihn sogar öffentlich des verkappten Kommunismus. Im Jahre 1931 kam es zum offenen Konflikt mit Walther Darré.

## Damaschke als Christ

Titelblatt eines Traktats zur Bodenreform Damaschkes, erschienen in der Friedensboten-Bücherei, Bd. VII (herausgegeben von dem Baptistenprediger C. A. Flügge)

Die Bibel war für Damaschke nicht nur Impulsgeberin seiner reformerischen Ideen, sondern auch „Wegweiser zu einem erfüllten Leben“. Seinen Glauben machte er besonders an der Person Jesu Christi fest. Bis zuletzt trat er öffentlich für seine Glaubensüberzeugungen ein. Als auf einer 1934 stattgefundenen Tagung der Gesellschaft für Ur- und Vorgeschichte die Ansicht vertreten wurde, der indogermanische Mensch müsse sich vom semitischen Christentum lösen, erwiderte Damaschke in seiner – übrigens letzten öffentlichen – Rede: „Ist es wirklich so, dass die indogermanischen Menschen andere Quellen der Kraft suchen? Gehen wir doch durch Schlösser und Hütten! Wenn deutsche Menschenherzen in ganz hohen und ganz schweren Stunden, in höchster Entfaltung oder in schmerzvollstem Entsagen und Verzweifeln ausschauen nach Trost und Kraft, dann ist es nicht Hermann der Cherusker, nicht Otto von Bismarck, nicht Meister Ekkehard, nicht Fichte oder Lagarde, dann ist es immer Jesu Christi Bild, an dem höchste Freude sich veredelt und tiefster Schmerz versöhnend ausklingt. … Jede Wirkung setzt eine entsprechende Ursache voraus – eine einzigartige Wirkung eine einzigartige Ursache. Diese Ursache aber hieß und heißt: Jesus Christus.“
Innere Kämpfe und Zweifel kannte Damaschke auch. Friedrich Naumann, mit dem ihn der Nationalsoziale Verein verband, sei es – so Damaschke – zu verdanken, dass er wieder „festen Boden unter die Füße bekam“. Bei ihm lernte er das „Christentum des barmherzigen Samariters“ kennen, „das sich jederzeit vor Gott verantwortlich weiß für das Schicksal des Bruders“.

## Würdigungen
Die Würdigung seines Wirkens blieb nicht aus. Städte und Dörfer benannten Ortsteile, Straßen, Plätze, Brücken und Kleingartensiedlungen nach dem Bodenreformer. Mehrere Hochschulen verliehen ihm die Ehrendoktorwürde.

### Straßen, Plätze, Siedlungen
- Die folgende (noch unvollständige) Liste ist alphabetisch nach Orten sortiert.

| Ort                      | Genaue Bezeichnung | Anmerkungen                                                                                       |
| ------------------------ | --- | ------------------------------------------------------------------------------------------------- |
| Anklam                   | Adolf-Damaschke-Straße |                                                                                                   |
| Augsburg                 | Damaschkeplatz | Der Platz liegt im Stadtbezirk Spickel (Planungsraum Spickel-Herrenbach)                          |
| Bautzen                  | Damaschkestraße |                                                                                                   |
| Bielefeld                | Adolf-Damaschke-Straße | Stadtbezirk Mitte                                                                                 |
| Berlin-Charlottenburg    | Damaschkestraße |                                                                                                   |
| Bonn                     | Damaschkestraße | Stadtteil Kessenich                                                                               |
| Brandenburg an der Havel | Damaschkestraße | Neuendorfer Vorstadt im Stadtteil Altstadt                                                        |
| Bremen-Mahndorf          | Damaschkestraße |                                                                                                   |
| Chemnitz                 | Damaschkestraße (je eine in den Stadtteilen Borna-Heinersdorf, Grüna und Wittgensdorf), Adolf-Damaschke-Straße (Klaffenbach) |                                                                                                   |
| Delitzsch                | Damaschkestraße |                                                                                                   |
| Dessau                   | Damaschkestraße | An der Dessauer Damaschkestraße befindet sich die Bauhaussiedlung Törten.                         |
| Düsseldorf               | Damaschkestraße |                                                                                                   |
| Erfurt                   | Damaschkestraße | Die Straße liegt im Erfurter Süden; sie wurde 1947 nach dem Bodenreformer benannt.                |
| Ettlingen                | Damaschkestraße | nordwestlicher Ortsrand                                                                           |
| Frankfurt (Main)         | Damaschkeanger | nordwestlicher Ortsrand (Frankfurt-Praunheim)                                                     |
| Glauchau                 | Damaschkeweg |                                                                                                   |
| Grimma                   | Adolf-Damaschke-Straße | Stadtteil Grimma-West                                                                             |
| Guben                    | Damaschkestraße |                                                                                                   |
| Gütersloh                | Damaschkeweg |                                                                                                   |
| Halle (Saale)            | Damaschkestraße | Die Straße liegt im Stadtbezirk Halle-Süd. Nach ihr ist auch eine Straßenbahnhaltestelle benannt. |
| Hamburg-Harburg          | Damaschkestraße |                                                                                                   |
| Hartenstein (Sachs.)     | Damaschkestraße |                                                                                                   |
| Hof (Saale)              | Damaschkestraße | Die Straße liegt nahe Zobelsreuth in der südlichen Hälfte der Stadt.                              |
| Jena                     | Damaschkeweg | Die ehemalige Straßenbahn- und Bushaltestelle Damaschkeweg heißt heute Enver-Şimşek-Platz.        |
| Kaiserslautern           | Damaschkestraße | Kleine Sackgasse im Wohngebiet Bännjerrück. Nach ihr ist auch eine Bushaltestelle benannt.        |
| Karlsruhe                | Damaschkestraße |                                                                                                   |
| Kassel                   | Damaschkeweg, Damaschke-Brücke                                                                                               |                                                                                                   |
| Kiel                     | Damaschkeweg | Straße in der um 1920 angelegten Gartenstadt Hammer, Benennung 1925                               |
| Leipzig                  | Adolf-Damaschke-Straße | Befindet sich im Ortsteil Engelsdorf.                                                             |
| Leipzig                  | Damaschkestraße | Befindet sich im Ortsteil Wahren.                                                                 |
| Leverkusen               | Damaschkestraße | Liegt im Stadtteil Küppersteg                                                                     |
| Lingen                   | Stadtteil Damaschke | In Lingen-Damaschke befindet sich die Justizvollzugsanstalt Lingen.                               |
| Ludwigshafen am Rhein    | Damaschkestraße |                                                                                                   |
| Lübeck                   | Damaschkestraße |                                                                                                   |
| Lünen                    | Adolf-Damaschke-Straße |                                                                                                   |
| Magdeburg                | Damaschkeplatz | Zentraler Verkehrsknotenpunkt am Hauptbahnhof                                                     |
| Mannheim                 | Adolf-Damaschke-Ring |                                                                                                   |
| Marburg                  | Damaschkeweg |                                                                                                   |
| Marktredwitz             | Damaschkestraße | Ortsteil Kupferhammer                                                                             |
| München                  | Damaschkestraße |                                                                                                   |
| Nienburg (Weser)         | Damaschkestraße | Die Straße liegt im Ortsteil Schäferhof-Kattriede                                                 |
| Northeim                 | Damaschkestraße, Damaschkeplatz                                                                                              |                                                                                                   |
| Oranienburg              | Damaschkestraße |                                                                                                   |
| Osnabrück                | Adolf-Damaschke-Weg |                                                                                                   |
| Paderborn                | Damaschkestraße |                                                                                                   |
| Potsdam                  | Damaschkeweg |                                                                                                   |
| Radebeul                 | Damaschkeweg | Am Damaschkeweg befindet sich auch die denkmalgeschützte Kriegersiedlung Damaschkeweg.            |
| Regensburg               | Damaschkestraße, Damaschkesiedlung                                                                                           | Straße und Siedlung befinden sich im Regensburger Ostenviertel.                                   |
| Remscheid-Bökerhöhe      | Damaschkestraße |                                                                                                   |
| Reutlingen               | Damaschkestraße |                                                                                                   |
| Rudolstadt               | Damaschkestraße |                                                                                                   |
| Schorndorf               | Damaschkestrasse |                                                                                                   |
| Schwalbach am Taunus     | Adolf-Damaschke-Straße |                                                                                                   |
| Seelze                   | Damaschkestraße | Im Ortsteil Letter, errichtet in den 1950ern                                                      |
| Senftenberg              | Damaschkestraße |                                                                                                   |
| Solingen                 | Damaschkestraße |                                                                                                   |
| Soltau                   | Damaschkeweg |                                                                                                   |
| Spremberg                | Adolf-Damascke-Platz |                                                                                                   |
| Stralsund                | Damaschkeweg |                                                                                                   |
| Suhl                     | Damaschkeweg |                                                                                                   |
| Weimar                   | Damaschkestraße |                                                                                                   |
| Weißenfels               | Damaschkestraße | Weiterführung der Straße „Am Kugelberg“                                                           |
| Werder (Havel)           | Adolf-Damaschke-Straße |                                                                                                   |
| Wesel – NRW              | Damaschkeweg |                                                                                                   |
| Würzburg                 | Damaschkestraße |                                                                                                   |
| Wuppertal                | Damaschkeweg |                                                                                                   |
| Zittau                   | Damaschkestraße |                                                                                                   |
| Zwickau, OT Planitz      | Damaschkestraße |                                                                                                   |

### Ehrendoktorate
- Münster (1919): Ehrendoktor der Rechte
- Friedrich-Wilhelms-Universität Berlin (1925): Ehrendoktor der Medizin
- Universität Gießen (1925): Ehrendoktor der Theologie

## Privates
Damaschke war seit 1904 mit Julie Gelzer, einer Tochter des Jenaer Philologen Heinrich Gelzer, verheiratet. Aus der Ehe gingen drei Töchter hervor.
Seit 1907 besaß er ein Haus in Werder (Havel) in der Nähe des Bahnhofs in der heutigen „Adolf-Damaschke-Straße“.
Er starb nach einer schweren Krebserkrankung in seiner Berliner Wohnung im Hansa-Viertel (Lessingstraße 11) 1935 und wurde in Werder (Havel) beigesetzt. Auf seinem Grabstein befindet sich das Bibelwort: „Wir wissen, dass wir aus dem Tode in das Leben gekommen sind, denn wir lieben die Brüder“ (1 Joh 3,14).

## Porträts
- Einseitige Bronzegußplakette 1919, 110 × 78 mm. Medailleur: Rudolf Bosselt (1871–1938). Vorderseite: ADOLF DAMASCHKE – Bärtiges Brustbild im Rock nach rechts, am rechten Rand signiert: RUD. BOSSELT 1919. Literatur: Vera Losse, 1995, Nr. 120.

## Schriften
- Die nächste Aufgabe deutscher Kolonialpolitik. In: Deutsche Volksstimme, 10, 1899, S. 705–708.
- Kamerun oder Kiautschou?: eine Entscheidung über die Zukunft der deutschen Kolonialpolitik. In: Schriftenreihe des Originals: Soziale Streitfragen, Heft 8, ca. 1900.
- Vom Kampf um unsere Kolonien. In: Deutsche Volksstimme, 11, 1900, S. 257–264.
- Aufgaben der Gemeindepolitik. Vom Gemeindesozialismus. Gustav Fischer, Jena, 5., wesentl. erw. Auflage 1904
- Jahrbuch der Bodenreform, Vierteljahreshefte, Gustav Fischer, Jena, 1905–1942
- Geschichte der Nationalökonomie. Eine erste Einführung. Gustav Fischer, 2. durchges. Aufl. Jena 1905, häufige Neuaufl. bis 1929
- Volkstümliche Redekunst. Erfahrungen und Ratschläge. Gustav Fischer, Jena 1911
- Die Bodenreform. Grundsätzliches und Geschichtliches zur Erkenntnis und Überwindung der sozialen Not. 1915, 1922
- Marxismus und Bodenreform, Gustav Fischer Verlag, Jena 1922
- Geschichte der Redekunst. Eine erste Einführung. Gustav Fischer, Jena 1921
- Aufstieg oder Untergang? Ein Vortrag über Bodenreform von Dr. Adolf Damaschke. Verlag des Bundes d. ö. Bodenreformer, Ortsgruppe Salzburg. Zaunrith´sche Buchdruckerei, Salzburg. 17883. Salzburg 1923
- als Hrsg.: Kriegerheimstätten, eine Schicksalsfrage für das deutsche Volk. Vortrag, gehalten von A. D., Vorsitzender des Verbandes deutscher Bodenreformer und des „Hauptausschusses für Kriegerheimstätten“. in öffentlicher, vom Deutschnationalen Verein für Österreich einberufener Versammlung am 8. Januar 1916 in Wien. Reihe: Soziale Zeitfragen, 66. Verlag Bodenreform, Berlin 1916, 1917. Anhang: Peter Rosegger und Richard Weiskirchner über Kriegerheimstätten.[9]
- Aus meinem Leben. Grethlein, Leipzig 1924
- Zeitenwende. Aus meinem Leben, Zweiter Band, Grethlein, Leipzig 1925
- mit Johannes Wehrmann: Bodenreform, sittliche Not: Die Gemeinde. Friedensboten-Bücherei, 7. Christliche Traktatgesellschaft. Verlagshaus der deutschen Baptisten, Kassel o. J. (1928)[10]
- Ein Kampf um Sozialismus und Nation. Vom Ringen um Boden für jeden Volksgenossen. Dresden 1935